# Wilhelm Gail
Wilhelm Gail (7. března 1804, Mnichov – 26. února 1890, Mnichov) byl německý malíř, grafik, návrhář divadelních dekorací a architektury.

## Život
Vystudoval architekturu a také malbu v ateliéru svého švagra Petera Hesse na Akademii výtvarných umění v Mnichově.
Při cestách Evropou pobýval od roku 1825 zejména v Itálii a ve Španělsku. Inspiroval se nejprve římskou antikou a středověkou architekturou. Ve 40. letech 19. století se přiklonil k romantismu a navrhoval například v maurském slohu nebo v neogotice. Maloval významné italské, španělské a německé stavby. Často se věnoval litografii a ilustracím knih.
Spřátelil se s Antonínem Veithem, za nímž jezdil na zámek Liběchov a pro něhož navrhl v maurském slohu stavbu Slavína s rozhlednou u Tupadel v Českém středohoří. Také model stavby se dochoval, a to ve sbírce Lapidária Národního muzea v Praze. Jde o jediný realizovaný architektonický návrh tohoto akademika.